# Clematis metuoensis
Clematis metuoensis är en ranunkelväxtart som beskrevs av M.Y. Fang. Clematis metuoensis ingår i släktet klematisar, och familjen ranunkelväxter. Inga underarter finns listade i Catalogue of Life.